# Jalen Duren
Jalen Montez Duren (Sharon Hill, 18 novembre 2003) è un cestista statunitense, professionista nella NBA con i Detroit Pistons.

## Carriera
Dopo aver trascorso una stagione con i Memphis Tigers, nel 2022 si dichiara per il Draft NBA, venendo selezionato con la tredicesima scelta assoluta dagli Charlotte Hornets e ceduto a New York Knicks prima e Detroit Pistons poi.

## Statistiche

### NCAA
| Anno      | Squadra        | PG | PT | MP   | TC%  | 3P% | TL%  | RP  | AP  | PRP | SP  | PP   |
| --------- | -------------- | -- | -- | ---- | ---- | --- | ---- | --- | --- | --- | --- | ---- |
| 2021-2022 | Memphis Tigers | 29 | 29 | 25,3 | 59,7 | 0,0 | 62,5 | 8,1 | 1,3 | 0,8 | 2,1 | 12,0 |
| Carriera  | Carriera       | 29 | 29 | 25,3 | 59,7 | 0,0 | 62,5 | 8,1 | 1,3 | 0,8 | 2,1 | 12,0 |

#### Massimi in carriera
- Massimo di punti: 22 (2 volte)[6]
- Massimo di rimbalzi: 22 vs Chicago Bulls (19 novembre 2024)
- Massimo di assist: 4 vs Houston (13 marzo 2022)
- Massimo di palle rubate: 3 (2 volte)
- Massimo di stoppate: 6 vs Saint Louis (16 novembre 2021)
- Massimo di minuti giocati: 34 vs Temple (24 febbraio 2022)

### NBA

#### Regular Season
| Anno      | Squadra         | PG  | PT  | MP   | TC%  | 3P% | TL%  | RP   | AP  | PRP | SP  | PP   |
| --------- | --------------- | --- | --- | ---- | ---- | --- | ---- | ---- | --- | --- | --- | ---- |
| 2022-2023 | Detroit Pistons | 67  | 31  | 24,9 | 64,8 | 0,0 | 61,1 | 8,9  | 1,1 | 0,7 | 0,9 | 9,1  |
| 2023-2024 | Detroit Pistons | 61  | 60  | 29,1 | 61,9 | 0,0 | 79,0 | 11,6 | 2,4 | 0,5 | 0,8 | 13,8 |
| 2024-2025 | Detroit Pistons | 78  | 78  | 26,1 | 69,2 | -   | 66,9 | 10,3 | 2,7 | 0,7 | 1,1 | 11,8 |
| Carriera  | Carriera        | 206 | 169 | 26,6 | 65,3 | 0,0 | 69,1 | 10,2 | 2,1 | 0,6 | 0,9 | 11,5 |

#### Playoffs
| Anno     | Squadra         | PG | PT | MP   | TC%  | 3P% | TL%  | RP   | AP  | PRP | SP  | PP   |
| -------- | --------------- | -- | -- | ---- | ---- | --- | ---- | ---- | --- | --- | --- | ---- |
| 2025     | Detroit Pistons | 6  | 6  | 33,8 | 65,0 | -   | 82,6 | 10,7 | 3,5 | 0,3 | 1,7 | 11,8 |
| Carriera | Carriera        | 6  | 6  | 33,8 | 65,0 | -   | 82,6 | 10,7 | 3,5 | 0,3 | 1,7 | 11,8 |

#### Massimi in carriera
- Massimo di punti: 30 vs San Antonio Spurs (10 febbraio 2023)[7]
- Massimo di rimbalzi: 23 vs Toronto Raptors (13 marzo 2024)
- Massimo di assist: 6 (2 volte)
- Massimo di palle rubate: 3 (3 volte)
- Massimo di stoppate: 5 vs Washington Wizards (27 novembre 2023)
- Massimo di minuti giocati: 42 vs San Antonio Spurs (10 febbraio 2023)

## Palmarès

### Individuale

#### NBA
- NBA All-Rookie Second Team (2023)